# Thorbeckegracht

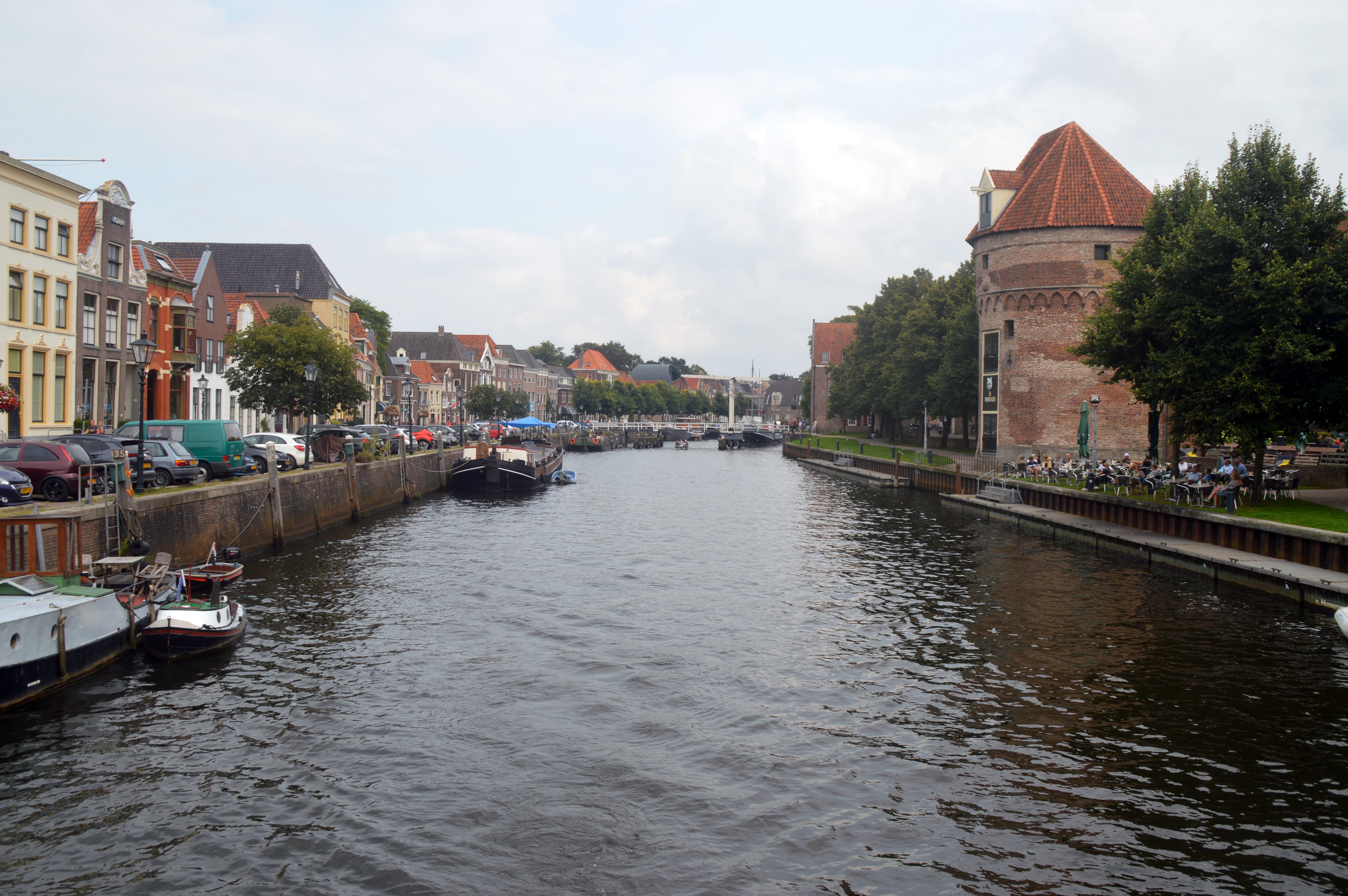
Thorbeckegracht en Wijndragerstoren

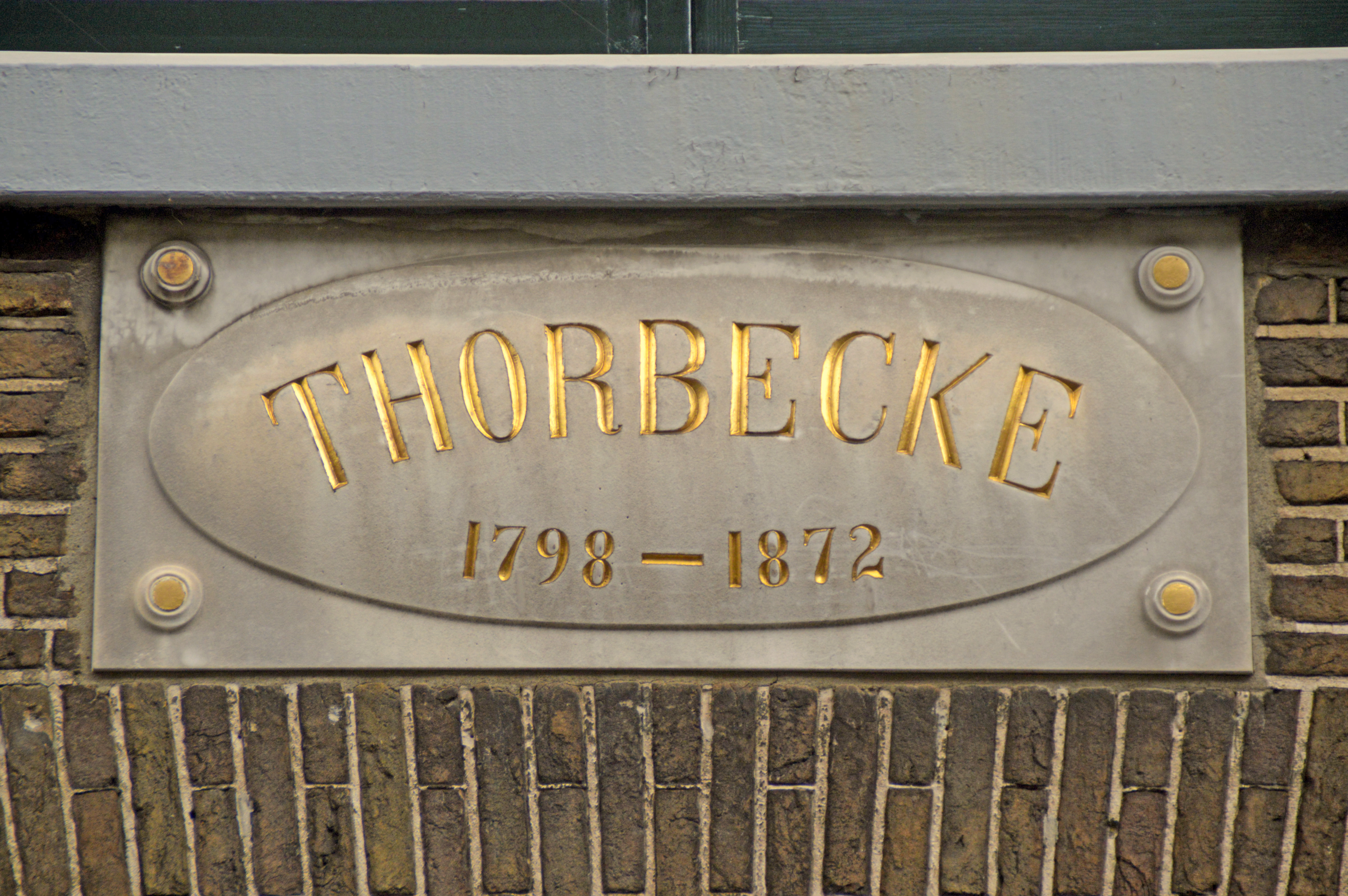
Gevelsteen Johan Rudolf Thorbecke Zwolle Thorbeckegracht 11

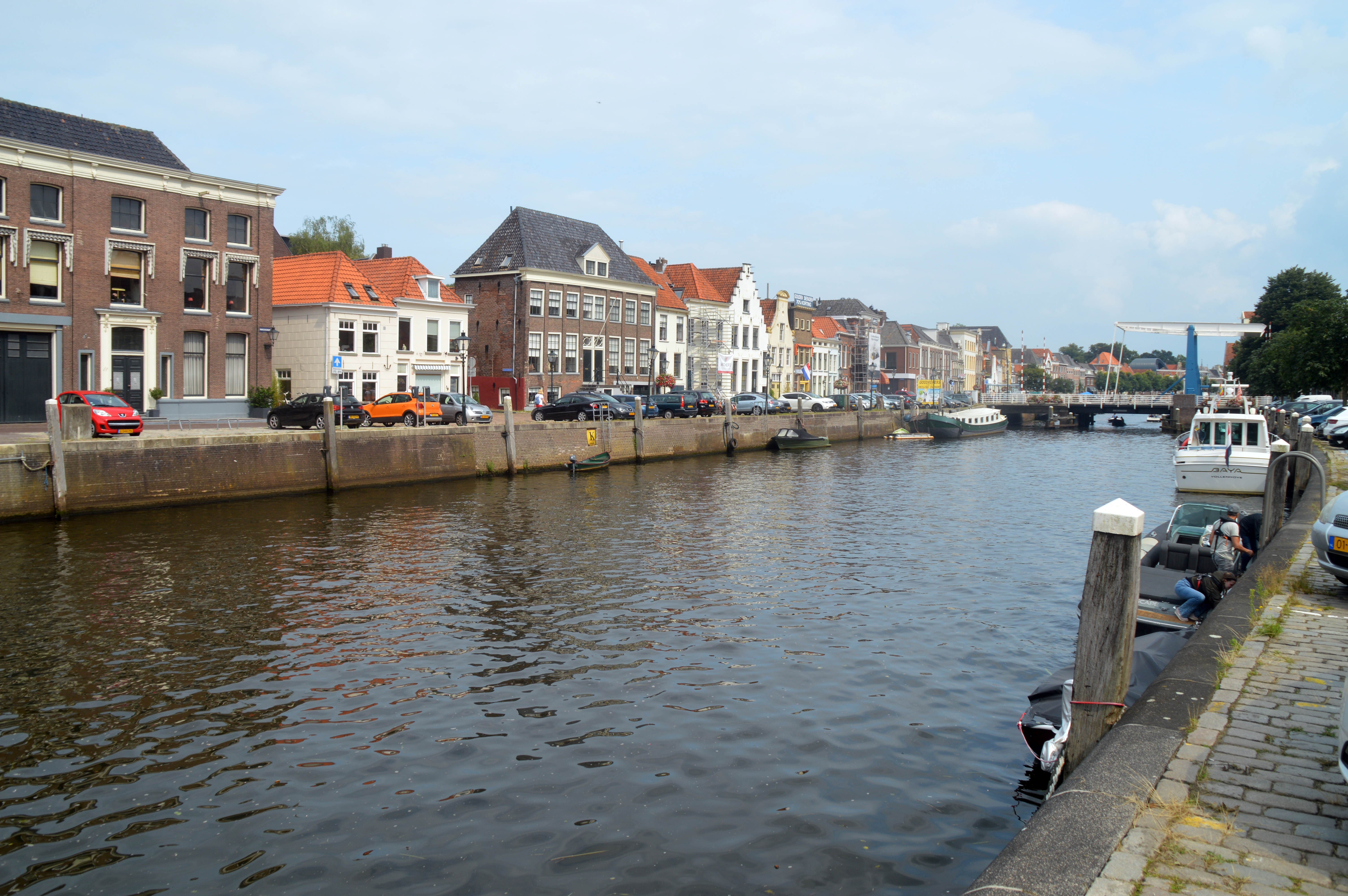
Thorbeckewal en Thorbeckegracht

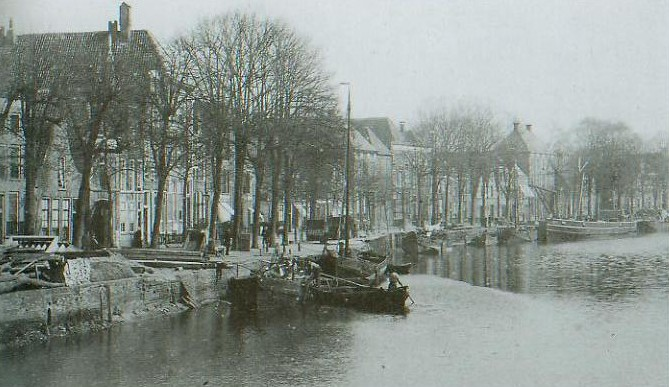
Thorbeckegracht in 1892

Thorbeckegracht (Zwols: Thörbeckegrachte) is een straat in het centrum van Zwolle. Deze straat dankt haar naam aan het feit dat de staatsman Johan Rudolph Thorbecke hier werd geboren op 14 januari 1798.

## Trivia
- Onder andere het Pelserbrugje verbindt de straat met de oude kern van de stad.
- De straat werd vroeger aangeduid met De dijk of Stadsgracht.